# Taiberson
Taiberson Ruan Menezes Nunes, noto semplicemente come Taiberson (Alegrete, 18 novembre 1993), è un calciatore brasiliano, attaccante svincolato.

## Caratteristiche tecniche
È un'ala destra.

## Carriera
Cresciuto nel settore giovanile dell'Atlético Paranaense, ha esordito in prima squadra il 29 aprile 2012 in occasione del match del Campionato Paranaense vinto 4-0 contro il Paranavaí.

## Palmarès

### Club

#### Competizioni statali
- Campionato Gaúcho: 2

Internacional: 2014, 2015